# Euphaedra sinuosa
Euphaedra sinuosa är en fjärilsart som beskrevs av Jacques Hecq 1974. Euphaedra sinuosa ingår i släktet Euphaedra och familjen praktfjärilar. Inga underarter finns listade i Catalogue of Life.